# لنی ونیتو
لنی ونیتو (انگلیسی: Lenny Venito؛ زادهٔ ۱۰ مه ۱۹۶۹) هنرپیشه اهل ایالات متحده آمریکا است.
از فیلم‌هایی که وی در آن نقش داشته‌است، می‌توان به مردان سیاه‌پوش ۲، جیلی، شکارچی انسان، داستان کوسه، جنگ دنیاها، دنیای وحش، سوپرانوز، بی‌باک، بتی بی‌ریخته، زیاد ذوق‌زده نشو، مظنون، مرد منزوی، فقط بلیط، پول برای هیچ، جیب خدا و مردان سیاه‌پوش ۳ اشاره کرد.